# Samsung Galaxy M12
Il Samsung Galaxy M12 (Galaxy F12) è uno smartphone dual SIM di fascia bassa prodotto da Samsung in Vietnam, facente parte della serie Samsung Galaxy M (F).

## Caratteristiche tecniche

### Hardware
Il Galaxy M12 è uno smartphone con form factor di tipo slate, le cui dimensioni sono di 164 × 75,9 × 9,7 millimetri e pesa 221 grammi.
Il dispositivo è dotato di connettività GSM, HSPA, LTE, di Wi-Fi 802.11 b/g/n con supporto a Wi-Fi Direct ed hotspot, NFC (solo versione Europea), di Bluetooth 5.0 con A2DP e LE, di GPS con A-GPS, GALILEO, GLONASS e BeiDou. Ha una porta di tipo C 2.0 ed un ingresso per jack audio da 3,5 mm.
È dotato di schermo touchscreen capacitivo da 6,5 pollici di diagonale, di tipo PLS TFT con aspect ratio 20:9, refresh rate a 90 Hz, angoli arrotondati e risoluzione HD+ 720 × 1600 pixel (densità di 270 pixel per pollice). Il frame laterale ed il retro sono in plastica.
La batteria ai polimeri di litio da 6000 mAh (in Europa 5000 mAh) non è removibile dall'utente. Supporta la ricarica rapida a 15 W.
Il chipset è un Samsung Exynos 850. La memoria interna di tipo eMMC 5.1 è di 32, 64 o 128 GB, mentre la RAM, di tipo LPDDR4X, è di 3, 4 o 6 GB (in base al taglio scelto).
La fotocamera posteriore ha quattro sensori, uno da 48 megapixel, uno ultra-grandangolare da 5 MP f/2.2, uno di profondità da 2 MP f/2.4 e una macro da 2 MP f/2.4, è dotata di autofocus, modalità HDR e flash LED, in grado di registrare al massimo video full HD a 30 Fotogrammi al secondo, mentre la fotocamera anteriore, di tipo Infinity-V, è da 8 megapixel, con HDR e registrazione video Full HD a 30 fps.
Il Galaxy F12 differisce unicamente per il taglio di memoria, la quale è solo 4 GB di RAM accompagnati da 62/128 GB di memoria interna.

### Software
Il sistema operativo è Android, in versione 11. Ha l'interfaccia utente One UI Core 3.1.
Dall'11 luglio 2022 il Galaxy M12 inizia a ricevere Android 12 con One UI Core 4.1.

## Commercializzazione
Il Galaxy M12 è stato presentato il 5 febbraio 2021. È in vendita, dopo la presentazione, in Vietnam. In India le vendite iniziano il 18 marzo successivo. Il 19 aprile 2021 viene messo in vendita anche in Europa.
Il Galaxy F12 è stato presentato il 5 aprile 2021. È in vendita, in India, dal 12 aprile successivo.